# Driekske van Bussel
Hendrikus „Driekske” van Bussel  (ur. 18 listopada 1868 w Asten, zm. 27 kwietnia 1951 w Helmond) – holenderski łucznik, mistrz olimpijski.
Van Bussel startował na Letnich Igrzyskach Olimpijskich 1920 w Antwerpii.  Podczas tych igrzysk sportowiec wraz z holenderską reprezentacją zdobył złoty medal w celu ruchomym z 28 metrów. Spośród holenderskich łuczników Van Bussel miał drugi wynik (414 punktów), gorszy tylko od Janusa Theeuwesa. Cała ośmioosobowa drużyna zdobyła 3087 punktów, wyprzedzając drugą Belgię o ponad 160 oczek. Była to jedyna konkurencja olimpijska, w której startował.